# 親ラブ族
親ラブ族（おやらぶぞく）は、親のことが好きな子供達のことをさす用語。「『親ラブ族』世代」というように世代として用いられる場合もある。
もともとは牛窪恵が父親のことが好きな娘達を指して用いた用語である。ただ、尾木直樹は親が好きというのは父親と娘の場合に限らず母親と息子でも見られる現象であると指摘する。
尾木直樹が著書『親子共依存』（2015年）の「親ラブ族、急増中！」の章で引用するNHK放送文化研究所の「中学生・高校生の生活と意識調査」のデータによると、悩みを相談する相手と想定される人物として母親を挙げたのは、1982年は中学生20%高校生11%、1987年は中学生22%高校生10%、1992年は中学生20%高校生11%だったのが、2002年には中学生25%高校生17%になり、2012年には中学生38%高校生25%にまで上昇した。
尾木直樹は「親ラブ」という現象について、相談ごとくらいならともかく、心理的に親に依存して性的に自立していないというのでは困ると問題提起している。